# 3747 Belinskij
3747 Belinskij (1975 VY5) là một tiểu hành tinh vành đai chính được phát hiện ngày 5 tháng 11 năm 1975 bởi Chernykh, L. ở Nauchnyj.